# Championnats de Belgique d'athlétisme 1990
Les championnats de Belgique d'athlétisme 1990 toutes catégories ont eu lieu les 8 et 9 septembre 1990 à Naimette-Xhovémont.

## Résultats
| Hommes                     | Prestation | Catégorie            | Femmes              | Prestation |
| -------------------------- | ---------- | -------------------- | ------------------- | ---------- |
| Patrick Stevens            | 10 s 45    | 100 m                | Anne Carrette       | 11 s 72    |
| Patrick Stevens            | 21 s 90    | 200 m                | Sylvia Dethier      | 23 s 98    |
| Jeroen Fischer             | 47,15 s    | 400 m                | Katrien Maenhout    | 54,04 s    |
| -                          | -          | 800 m                | Anneke Matthys      | 2.05,4     |
| Marc Corstjens             | 3.54,69    | 1500 m               | Rita Thijs          | 4.27,13    |
| -                          | -          | 3 000 m              | Corinne Debaets     | 9.10,52    |
| Raymond Van Paemel         | 13.57,57   | 5 000 m              | -                   | -          |
| Ben Debognies              | 28.36,67   | 10 000 m             | Maria Van Gestel    | 33.54,37   |
| -                          | -          | 100 m haies          | Sylvia Dethier      | 13,40 s    |
| Huub Grossard Wim Vandeven | 14,21 s    | 110 m haies          | -                   | -          |
| Koen Verlinde              | 50,48 s    | 400 m haies          | Ann Maenhout        | 56,52 s    |
| William Van Dijck          | 8.42,36    | 3 000 m steeplechase | -                   | -          |
| Gerolf De Backer           | 2,08 m     | saut en hauteur      | May Verheyen        | 1,81 m     |
| Domitien Mestré            | 5,10 m     | saut à la perche     | -                   | -          |
| Laurent Broothaerts        | 7,50 m     | saut en longueur     | Veerle Jennes       | 5,97 m     |
| Didier Falise              | 15,95 m    | triple saut          | -                   | -          |
| Noël Legros                | 15,66 m    | lancer du poids      | Brigitte De Leeuw   | 15,39 m    |
| Jo Van Daele               | 52,76 m    | lancer du disque     | Marie-Paule Geldhof | 58,74 m    |
| Jérôme Putzeys             | 69,32 m    | lancer du javelot    | Martine Florent     | 47,98 m    |
| Marnix Verhegghe           | 66,26 m    | Lancer du marteau    | -                   | -          |

## Sources
- Ligue belge francophone d'athlétisme